# Fumiyo Kohinata
Pour les articles homonymes, voir Kohinata.
Fumiyo Kohinata (小日向 文世, Kohinata Fumiyo), né le 23 janvier 1954 à Mikasa sur l'île d'Hokkaidō, est un acteur japonais.

## Filmographie partielle

### Au cinéma
- 1996 : Misty
- 1998 : Ai o kō hito (愛を乞うひと?) de Hideyuki Hirayama
- 1999 : Ring 2 (リング2, Ringu 2?) de Hideo Nakata : Kawajiri Ishi
- 1999 : Audition (オーディション, Ōdishon?) de Takashi Miike : présentateur TV
- 2000 : Hi·baransu : Kiku-chan
- 2000 : Kaza-hana (風花?) de Shinji Sōmai : le chef de Sawaki
- 2001 : Taan
- 2001 : Minna no ie : gérant du café
- 2002 : Dark Water (仄暗い水の底から, Honogurai mizu no soko kara?) de Hideo Nakata : Kunio Hamada
- 2002 : Kasei no kanon : Kohei
- 2003 : Kisarazu Cat's Eye: Nihon Series : Kosuke Tabuchi
- 2004 : Casshern (キャシャーン?) de Kazuaki Kiriya : Dr Kozuki
- 2004 : 69 : Yoshioka sensei
- 2004 : Mask de 41
- 2004 : Koi no mon
- 2004 : Suwingu gāruzu : Yasumi Suzuki
- 2004 : Be with You (いま、会いにゆきます, Ima, ai ni yukimasu?) de Nobuhiro Doi : Dr Noguchi
- 2004 : Gin no enzeru : Shōichi Kitajima
- 2005 : Sekai no owari
- 2005 : Ashura-jō no hitomi : Nanboku Tsuruya IV
- 2005 : Irasshaimase, kanja-sama : patient
- 2005 : Tatchi : Shingo Uesugi
- 2005 : Shinku : Yukihiko Akiba
- 2005 : Purei : Otto
- 2005 : Always san-chōme no yūhi : Yasunari Kawabuchi
- 2006 : Udon de Katsuyuki Motohiro : Ryoichi Fujimoto
- 2006 : Niji no megami : Yasujiro Sato
- 2006 : Ajiantamu burū : Hayao Sawai
- 2006 : 7 gatsu 24 ka dōri no Kurisumasu : Goro Honda
- 2006 : Kisarazu Cat's Eye: World Series : Tabuchi
- 2006 : Soredemo boku wa yattenai : Shogo Muroyama
- 2007 : Sono toki wa kare ni yoroshiku : Goro Toyama
- 2007 : Tōku no sora ni kieta
- 2007 : Hero : Takayuki Suitsugu
- 2007 : Always zoku san-chōme no yūhi : Kawabuchi Yasunari
- 2008 : Boku no kanojo wa saibōgu : reporter TV
- 2008 : Ano sora wo oboeteru : Masayuki Fukuda
- 2008 : The Magic Hour (ザ・マジックアワー, Za majikku awā?) de Kōki Mitani : Kenjuro Hasegawa
- 2008 : 20th Century Boys (20世紀少年, 20-seiki shōnen: Honkaku kagaku bōken eiga?) de Yukihiko Tsutsumi : Akio Yamane
- 2008 : Sono hi no mae ni : Tominaga
- 2008 : Happy Flight : Capitaine
- 2008 : K-20: Kaijin nijū mensō den
- 2009 : 20th Century Boys, chapitre 2 : Le Dernier Espoir (２０世紀少年 第2章 最後の希望, 20-seiki shōnen: Dai 2 shō - Saigo no kibō?) de Yukihiko Tsutsumi : Akio Yamane
- 2009 : Goemon : Yashichi
- 2009 : A Pierrot (重力ピエロ, Jūryoku Piero?) de Jun'ichi Mori (ja) : Masashi Okuno
- 2009 : 20-seiki shōnen: Saishū-shō - Bokura no hata : Yamane
- 2009 : Saidoweizu : Michio Saito
- 2009 : Shizumanu taiyō
- 2010 : Otōto : Susumu Komiyama
- 2010 : Outrage (アウトレイジ, Autoreiji?) de Takeshi Kitano : Kataoka
- 2010 : Hisshiken torisashi : Tsunai Hashina
- 2011 : Inukai san chi no inu : Inukai
- 2011 : Sumagurā: Omae no mirai o hakobe : Kenji Nishio
- 2011 : Sutekina kanashibari
- 2012 : Gyakuten saiban : Kōtarō Haine (Yanni Yogi)
- 2012 : Outrage: Beyond (アウトレイジ ビヨンド, Autoreiji: Biyondo?) de Takeshi Kitano : inspecteur Kataoka
- 2013 : Sango renjā
- 2013 : Kiyosu kaigi : Nagahide miwa
- 2014 : Akumu Chan the Movie : Mannosuke Koto
- 2014 : Maiko wa redī
- 2015 : Haruko's Paranormal Laboratory (Haruko chōjō genshō kenkyūjo) de Lisa Takeba
- 2015 : Solomon's Perjury (ソロモンの偽証, Soromon no gishō?) de Izuru Narushima
- 2015 : Soromon no gishō: Kōhen saiban
- 2015 : Yokokuhan
- 2015 : Hero the Movie
- 2015 : Sugihara Chiune : Ambassadeur Ohashi
- 2015 : Gekijōban Mozu
- 2017 : Fullmetal Alchemist (鋼の錬金術師, Hagane no renkinjutsushi?) de Fumihiko Sori : Général Hakuro
- 2019 : Masquerade Hotel (マスカレード・ホテル, Masukaredo hoteru?) de Masayuki Suzuki : un policier
- 2019 : The Confidence Man JP: The Movie (コンフィデンスマンJP the movie, Konfidensu Man JP the movie?) de Ryo Tanaka : Richard
- 2019 : The Great War of Archimedes (アルキメデスの大戦, Arukimedesu no taisen?) de Takashi Yamazaki

### À la télévision

#### Téléfilms
- 2002 : Emergency Room 24 Hours Special 2002 (救命病棟２４時　スペシャル 200), Fuji TV
- 2003 : Taikoki (太閤記 ~サルと呼ばれた男~), Fuji TV
- 2006 : Hero SP (ＨＥＲＯ 特別編), Fuji TV
- 2006 : The Queen Bee (女王蜂), Fuji TV
- 2006 : Satomi Hakkenden (里見八犬伝), TBS
- 2007 : Ruri's Island Special 2007 : First Love (瑠璃の島　スペシャル ２００７　～初恋～), NTV
- 2007 : Granny Gabai ( 佐賀のがばいばあちゃん), Fuji TV
- 2007 : Akuma ga kitarite fue wo fuku (悪魔が来りて笛を吹く), Fuji TV
- 2007 : Attention Please 2007 Special (アテンションプリーズスペシャル～洋子、ハワイに飛ぶ～), Fuji TV

#### Mini-série
- 2023 : The Days

## Récompenses et distinctions
Sauf indication contraire, les informations mentionnées dans cette section peuvent être confirmées par la base de données cinématographiques IMDb,  présente dans la section « Liens externes ».
- 2013 : Prix Kinema Junpō du meilleur acteur pour Outrage: Beyond